# قرار مجلس الأمن التابع للأمم المتحدة رقم 1324
قرار مجلس الأمن التابع للأمم المتحدة رقم 1324، المتخذ بالإجماع في 30 تشرين الأول / أكتوبر 2000، بعد الإشارة إلى جميع القرارات السابقة بشأن مسألة الصحراء الغربية، ولا سيما القرارات 1108 (1997) و1292 (2000) و1301 (2000) و1308 (2000) و1309 (2000)، مدد المجلس ولاية بعثة الأمم المتحدة للاستفتاء في الصحراء الغربية حتى 28 فبراير 2001.
رحب مجلس الأمن بجهود المبعوث الشخصي للأمين العام جيمس بيكر والبعثة لتنفيذ خطة التسوية والاتفاقات التي اعتمدها المغرب وجبهة البوليساريو لعقد الاستفتاء بشكل حر ونزيهة على تقرير المصير لشعب الصحراء الغربية. وأشار في الوقت نفسه أن الخلافات الأساسية بين الطرفين لا تزال قائمة.
تم تمديد ولاية البعثة من أجل حل مجالات الخلاف وإيجاد حل مقبول للطرفين. طُلب من الأمين العام كوفي عنان تقديم تقييم للوضع قبل نهاية ولاية البعثة في 28 فبراير 2001.

## روابط خارجية
- نص القرار في undocs.org